# Lycaeides togakusiensis
Lycaeides togakusiensis är en fjärilsart som beskrevs av Siuiti Murayama 1964. Lycaeides togakusiensis ingår i släktet Lycaeides och familjen juvelvingar. Inga underarter finns listade i Catalogue of Life.